# 丹波山村

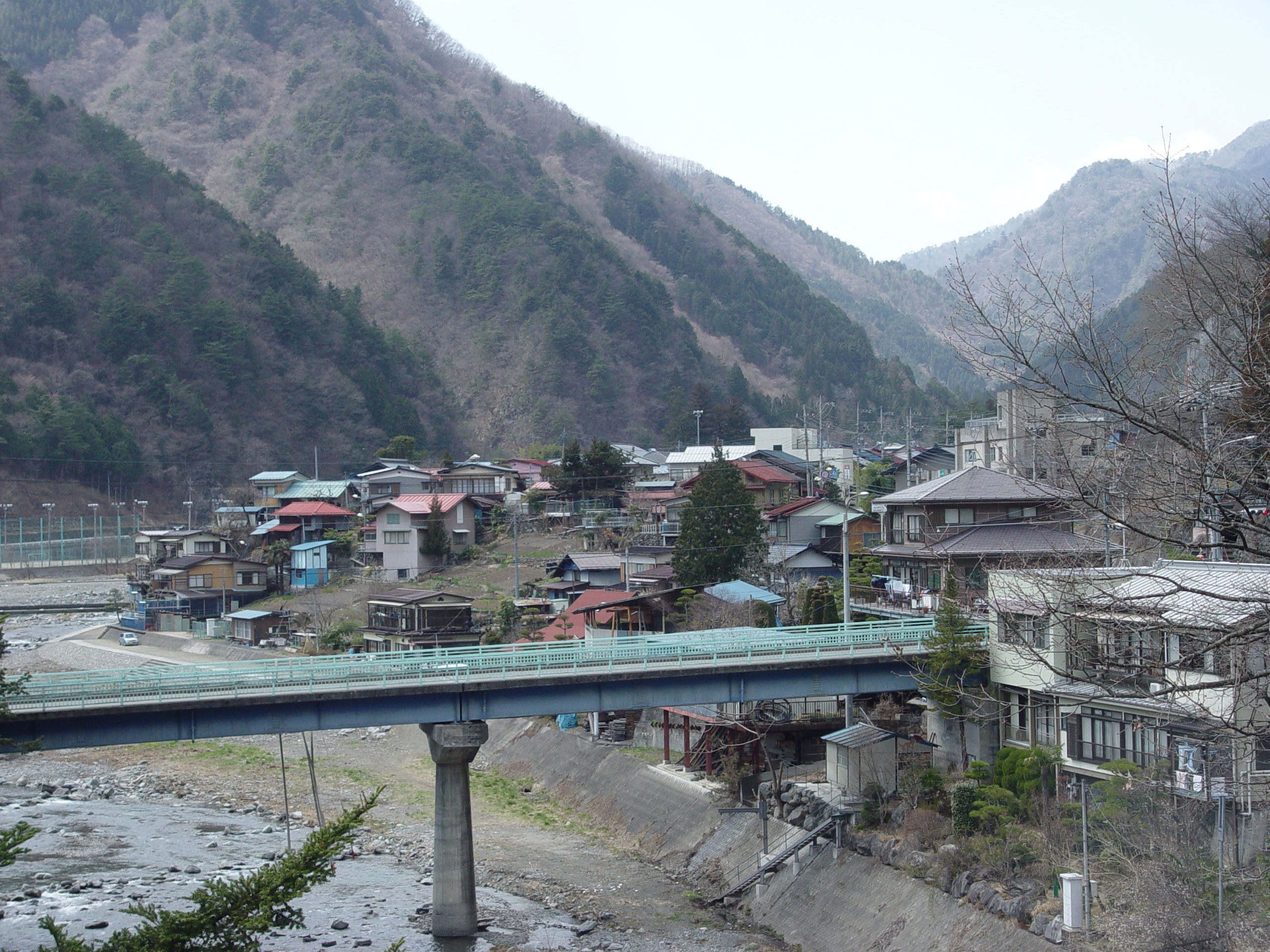
丹波山村遠景

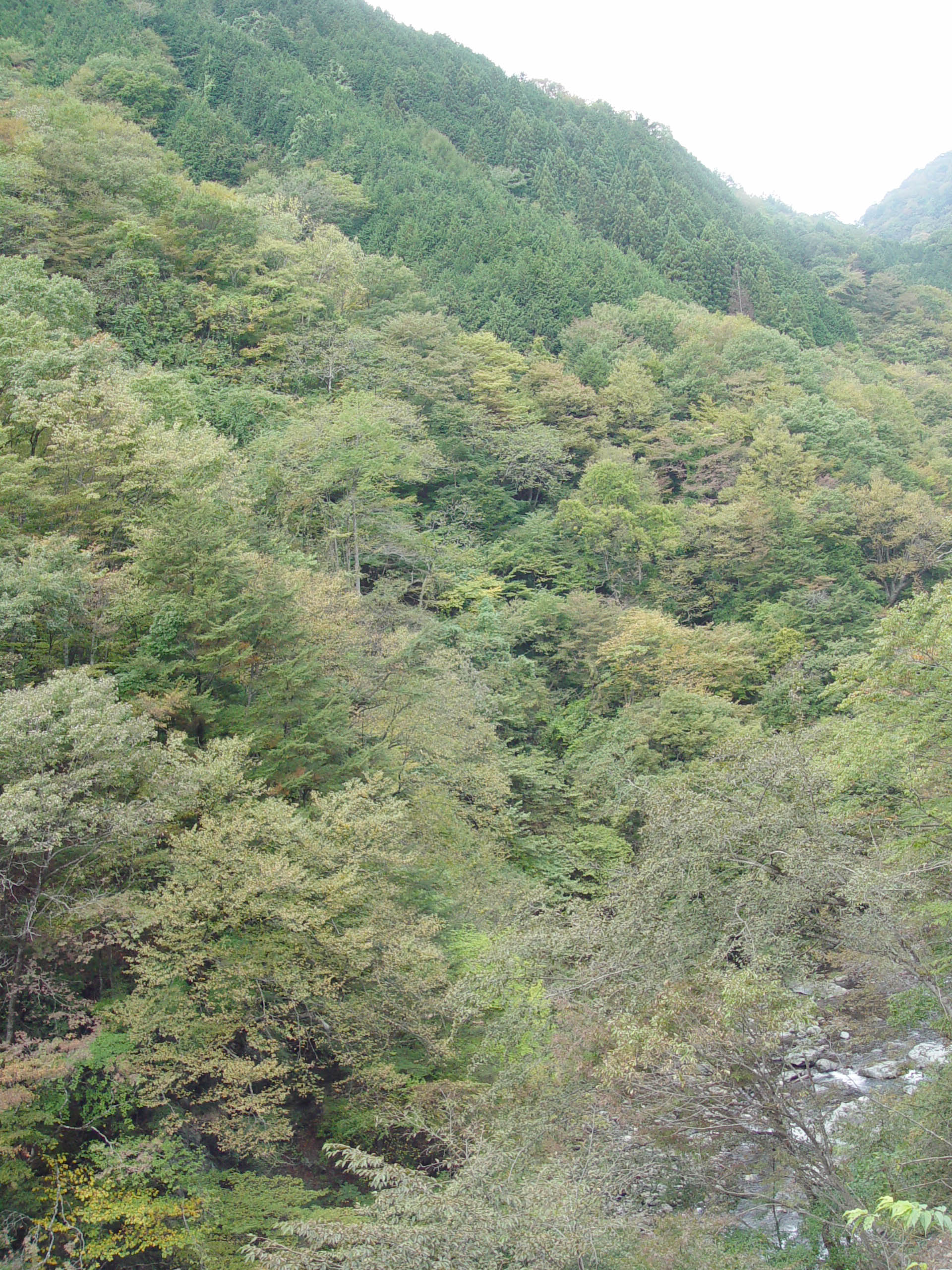
村内を流れる丹波川

丹波山村（たばやまむら）は、山梨県郡内地方、北都留郡にある村。村域の多くを山林が占め、秩父多摩甲斐国立公園に属し、甲武信ユネスコエコパークにも登録されている。

## 解説
山梨県ではあるが、村外への公共交通機関は東京都奥多摩町のJR奥多摩駅へのバスのみで、甲府など国中地方とを結ぶ公共交通機関は存在しない。また、固定電話の市外局番は0428で、南隣の小菅村とともに青梅MA（単位料金区域）である。このため、生活圏は山梨県よりも東京都に属している。東京都水道局が管理する水源涵養林（東京都水源林）を有することから、村内に東京都水道局水源管理事務所が存在し、他県の行政機関が並存している。
平成の大合併の際は、位置・規模の点から隣の小菅村と同様に合併話が具体化しなかった。2002年（平成14年）に実施された住民アンケートでは東京都青梅市・奥多摩町への越境合併を希望する意見が多数であったが、本村からの合併の申し入れを奥多摩町は二度に渡って謝絶した。その後、2005年（平成17年）頃からは甲州市との合併構想が持ち上がっていたが、実際は実現することに至らなかった。
村中心部を流れる丹波川（たばがわ）が注ぐ奥多摩湖が東京都の水源となっている関係から、下水道普及率は令和3年度末時点で97.5%であり、山梨県内第一位である。

## 地理
山梨県の北東部県境、北都留郡の北西端に位置し、関東山地の南東部にあたる。多摩川上流支流で奥多摩湖へ東流する丹波川が渓谷をつくる。国道411号（青梅街道）が並行し、流域沿いの河岸段丘上や傾斜地に集落が点在。丹波山地区には公共施設があり村の中心となっている。荒川水系と多摩川水系の分水嶺である標高2,000 m級の秩父山地を境に埼玉県や東京都と接し、南は標高1,000 m級の大菩薩連嶺の支脈妙見鹿倉尾根を境に小菅村と接し、西は大菩薩嶺を境に甲州市に接する。
村域にある最高地点は飛竜山（飛龍山）の2,077 m（三角点は2069.17m）、最低地点は鴨沢橋の532mである（なおダム湖面は517mである）。

### 地形

#### 山地
主な山
- 雲取山
- 七ツ石山 - 村営の山小屋「七ツ石小屋」がある。
- 飛龍山
- 前飛龍
- 丹波天平
- 鹿倉山
- 大寺山
- 大菩薩嶺（2,057 m）

#### 河川
主な川
- 丹波川（多摩川支流）
- 貝沢川
- 小室川
- 後山川

#### 湖沼
主な湖
- 奥多摩湖（小河内貯水池）

### 人口
| |                                          |  |
| 丹波山村と全国の年齢別人口分布（2005年） | 丹波山村の年齢・男女別人口分布（2005年） |  |
| ■紫色 ― 丹波山村 ■緑色 ― 日本全国 | ■青色 ― 男性 ■赤色 ― 女性                |  |
| 丹波山村（に相当する地域）の人口の推移 \| 1970年（昭和45年） \| 1,581人 \| \| \| 1975年（昭和50年） \| 1,364人 \| \| \| 1980年（昭和55年） \| 1,197人 \| \| \| 1985年（昭和60年） \| 1,149人 \| \| \| 1990年（平成2年） \| 1,037人 \| \| \| 1995年（平成7年） \| 981人 \| \| \| 2000年（平成12年） \| 866人 \| \| \| 2005年（平成17年） \| 780人 \| \| \| 2010年（平成22年） \| 685人 \| \| \| 2015年（平成27年） \| 563人 \| \| \| 2020年（令和2年） \| 530人 \| \| |                                          |  |
| 総務省統計局 国勢調査より |                                          |  |
| 1970年（昭和45年） | 1,581人                                  |  |
| 1975年（昭和50年） | 1,364人                                  |  |
| 1980年（昭和55年） | 1,197人                                  |  |
| 1985年（昭和60年） | 1,149人                                  |  |
| 1990年（平成2年） | 1,037人                                  |  |
| 1995年（平成7年） | 981人                                    |  |
| 2000年（平成12年） | 866人                                    |  |
| 2005年（平成17年） | 780人                                    |  |
| 2010年（平成22年） | 685人                                    |  |
| 2015年（平成27年） | 563人                                    |  |
| 2020年（令和2年） | 530人                                    |  |

### 隣接自治体
山梨県
- 甲州市
- 北都留郡：小菅村

埼玉県
- 秩父市

東京都
- 西多摩郡：奥多摩町

## 歴史

### 先史 - 中世
丹波川流域には、高尾遺跡など縄文時代の遺跡が見られる。中世には小菅氏により寺院建立が行われており、『甲斐国志』によれば天正年間には郡内領主小山田氏の支配が見られ小菅村と同じ行政単位で、文禄検地で分割された。

### 近世
谷村藩領を経て天領となった。国中方面から奥多摩へ向かう甲州道中の裏街道であった青梅往還は大菩薩峠を越えると分岐し、村域には丹波山通が通り丹波宿があった。
近世には都留郡に属した。戦国期から江戸時代初期にかけて、丹波川上流の黒川金山（鶏冠山）での金鉱採掘も行われていたが、住民の生業は焼畑農業のほかは主に山稼ぎであった。
延享2年（1745年）には入会権を巡り国中10か村（現：甲州市塩山）と山境争論が起こり、幕府裁定で入会地を獲得した。しかし、1881年（明治14年）には山林は官収された。

### 近代
近代には交通機関も発達し、生業も養蚕業をはじめ、コンニャクやワサビ（丹波ワサビ）の栽培、製炭、旅宿営業など多様化した。
1889年（明治22年）には一部の山野を国から買い取って再び入会権を獲得。しかし、多摩川上流の山林が乱伐され荒廃すると、東京府は水源涵養林確保のため、1901年（明治34年）に丹波山御料林の払い下げが宮内省（現：宮内庁）に申請され、一定の補償を条件に入会権を放棄し、御料林は東京府に移管され、営林事業を開始した。
1909年には東京市による水源林の直接管理運営を目的として当時の東京市長の尾崎行雄がこの地を訪れた。そして1910年（明治43年）営林事業は東京府から東京市に移管された。その後も山林は水道水源林経営のため、東京市に買収されていった。現在、この山林は東京都水道局の水源涵養林（東京都水源林）となっている。

### 沿革
- 1889年（明治22年）7月1日 - 町村制の施行により、丹波山村の区域をもって、丹波山村が発足する。

## 行政

### 村長
- 村長：木下喜人

### 財政力指数
2023年（令和5年）度の財政力指数は0.07であり、全国で2番目に低い値となった（1、2番目に低い値の市町村は、それぞれ複数存在する）。

## 議会

### 村議会
- 定数：6人
- 任期：2023年5月1日 - 2027年4月30日

### 県議会
- 選挙区：上野原市・北都留郡選挙区
- 定数：1人
- 任期：2023年4月30日 - 2027年4月29日
- 投票日：2023年4月9日
- 当日有権者数：20,288人
- 投票率：63.85％

| 候補者名 | 当落 | 年齢 | 所属党派   | 新旧別 | 得票数  |
| -------- | ---- | ---- | ---------- | ------ | ------- |
| 久嶋成美 | 当   | 63   | 無所属     | 新     | 6,490票 |
| 市川正末 | 落   | 67   | 自由民主党 | 現     | 6,316票 |

### 衆議院
- 選挙区：山梨2区（富士吉田市、都留市、山梨市、大月市、笛吹市、上野原市、甲州市、南都留郡、北都留郡）
- 任期：2021年10月31日 - 2025年10月30日
- 当日有権者数：262,259人
- 投票率：62.31％

| 当落 | 候補者名   | 年齢 | 所属党派   | 新旧別 | 得票数    | 重複 |
| ---- | ---------- | ---- | ---------- | ------ | --------- | ---- |
| 当   | 堀内詔子   | 56   | 自由民主党 | 前     | 109,036票 | ○    |
|      | 市来伴子   | 44   | 立憲民主党 | 新     | 44,441票  | ○    |
|      | 大久保令子 | 71   | 日本共産党 | 新     | 7,027票   |      |

## 情報・通信

### 郵便番号
郵便番号は以下の通りである。
- 上野原郵便局（上野原市）：409-01xx、401-02xx、409-02xx、409-03xx、409-05xx、409-06xx

## 教育

### 中学校
村立
- 丹波山村立丹波中学校

### 小学校
村立
- 丹波山村立丹波小学校

## 交通

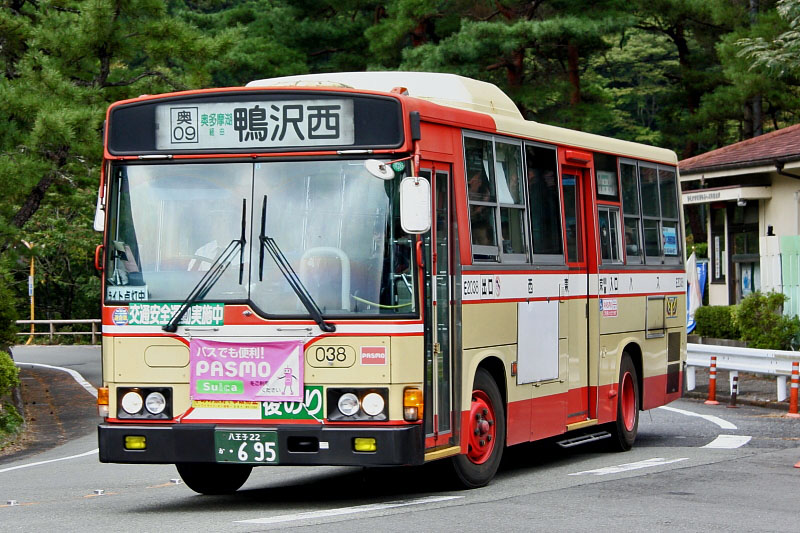
西東京バス奥09

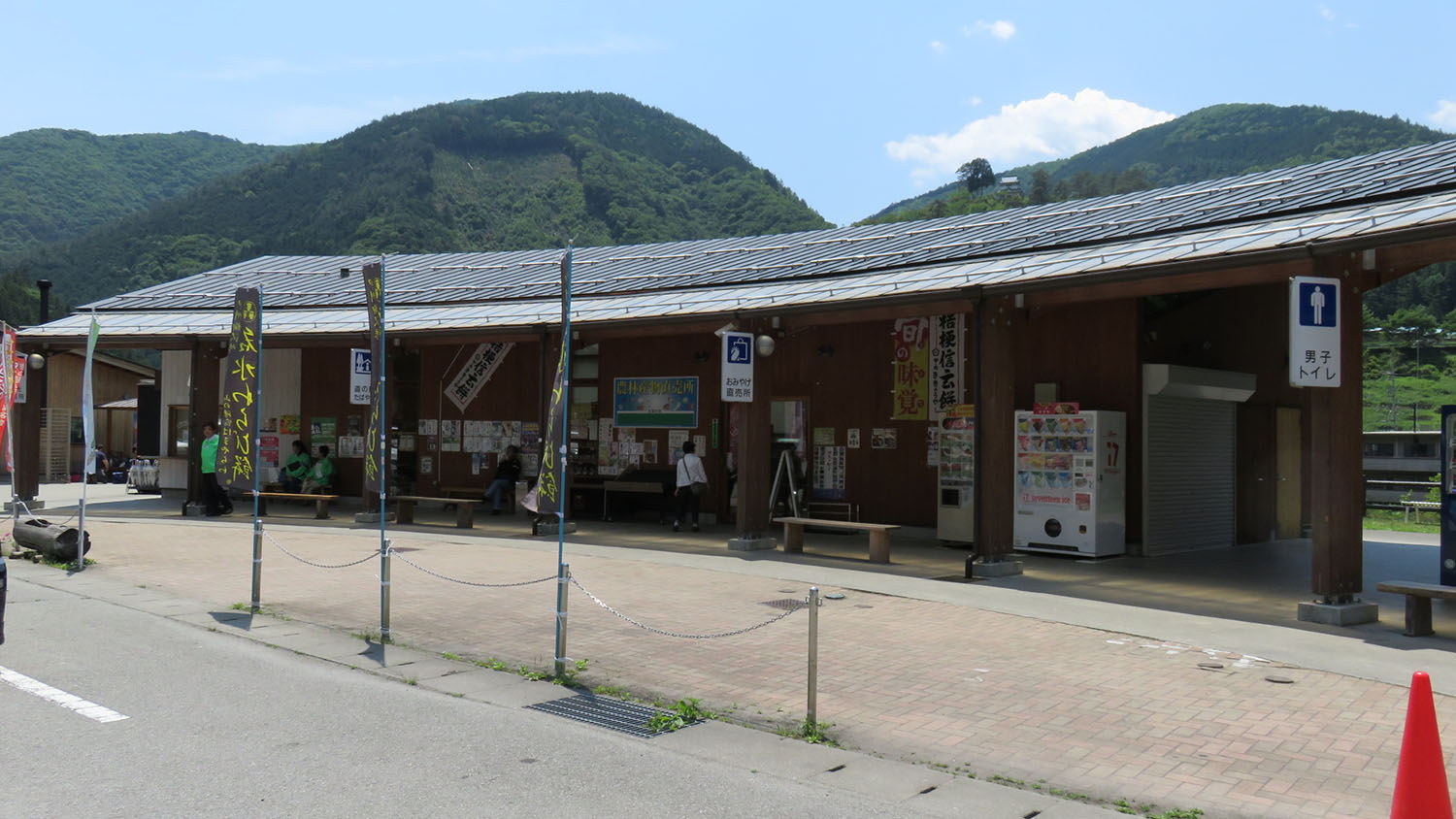
道の駅たばやま

### 鉄道
村内に鉄道路線は走っていない。最寄り駅は、JR東日本青梅線奥多摩駅。

### バス
西東京バス五日市営業所氷川車庫
- 奥09：奥多摩駅 - 境橋 - 水根 - 奥多摩湖 - 深山橋 - 留浦 - 鴨沢西
- 奥10：奥多摩駅 - 境橋 - 水根 - 奥多摩湖 - 深山橋 - 留浦 - 鴨沢西 - 丹波山村役場

村唯一の公共交通機関で、補助金を受けながら運行している。東京都方面への交通は確保されているが、当村より西への公共交通機関がないため、隣の甲州市や県都である甲府市へは遠回りの長時間移動を強いられる。
かつて、1972年までは奥多摩駅から現在の奥10系統の終点である「丹波」（現「丹波山村役場」）停留所より柳沢峠を経て塩山駅まで、西東京バスと山梨交通の共同運行路線バスが存在していた。現在、甲州市市民バス（山梨交通が運行を受託）が塩山駅から市境近くの「落合」まで土日のみ2往復している。
なお、南隣の小菅村とを直接結ぶバスが存在しないため、公共交通機関ではバスで奥多摩町の「深山橋」停留所を経由しないと他の県内の自治体に行くことができない。しかし、小菅村では2014年11月17日に国道139号松姫バイパスが開通したことにより、大月駅発着のバスが運行を開始したため、「深山橋」停留所で西東京バス「奥12」系統のバス、その終点の「小菅の湯」停留所で富士急バスに乗り継ぐことになるものの、県内の鉄道駅へのアクセスが比較的容易になった。

### 道路

#### 国道
- 国道411号（青梅街道）

山梨県内の区間は「大菩薩ライン」の愛称がついている。カーブとトンネルが続き、柳沢峠を経て、甲州市中心部に続いている。なお、当村と甲州市間の山間部は、冬季には積雪および凍結路となるため、チェーン装着規制はないがタイヤチェーンやスノータイヤ装着が必要となる。

#### 県道
- 山梨県道18号上野原丹波山線

小菅村を経由して上野原市に通じている。当村と小菅村の間にある今川峠は急勾配・急カーブが連続する。小菅村より国道139号に入り、大月市に抜けることも可能である。

#### 道の駅
- 道の駅たばやま

## 観光

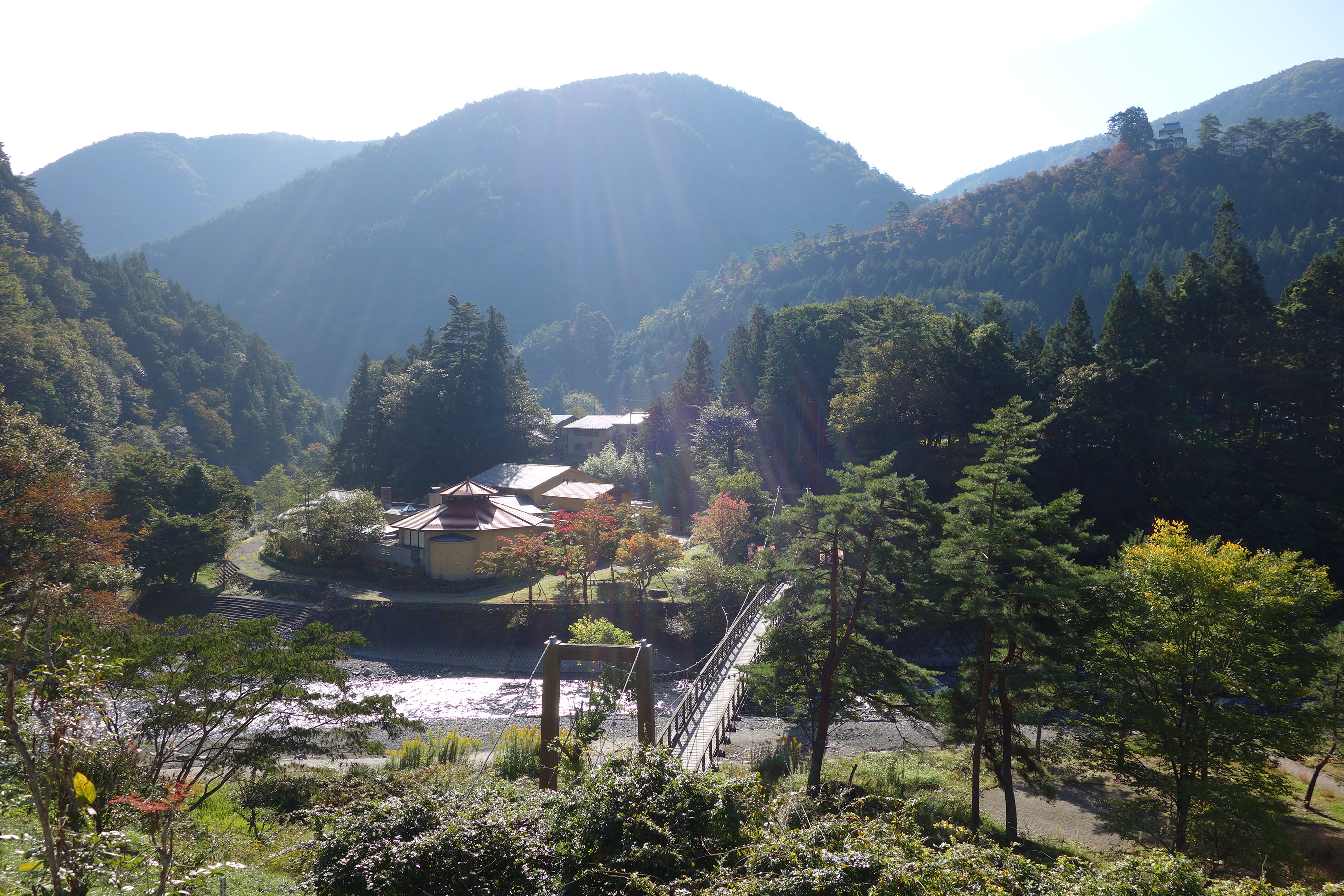
道の駅たばやまにある丹波山温泉

雲取山の青岩鍾乳洞は県指定天然記念物。

### 名所・旧跡
主な寺院
- 宝蔵寺

主な神社
- 春日神社
- 加茂神社
- 川上神社
- 高尾大六天神社
- 丹波山熊野神社
- 七ツ石神社
- 子之神社
- 舟井社

### 観光スポット
- 郷土民俗資料館
- 甲武キャンプ村
- 村営つり場
- 村営そば店「やまびこ庵」
- 村営ローラーすべり台 - ふるさと創生事業で設置。設置当初は日本一の長さだったが、設置から3日でその座を奪われた。
- 青岩鍾乳洞
- 尾崎行雄水源踏査記念碑（青梅街道沿い）

ユネスコエコパーク
- 甲武信ユネスコエコパーク

温泉
- 三条の湯
- 丹波山温泉 - 単純硫黄泉。道の駅たばやま内に村営の日帰り温泉「のめこい湯」が所在。

## 文化

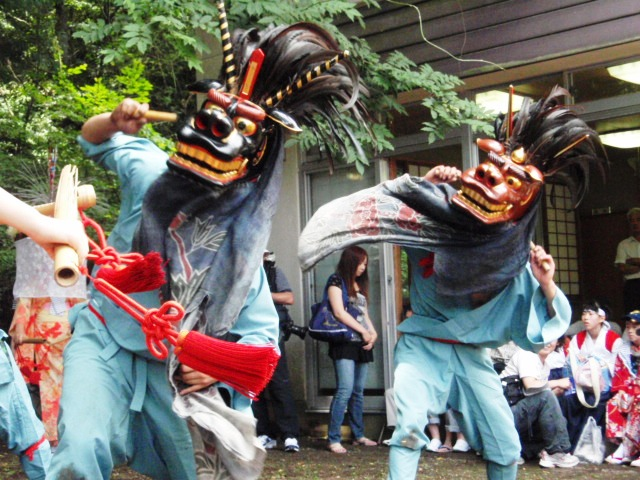
夏の風物詩であるささら獅子舞

### 祭事・催事
丹波山のささら獅子は角兵衛流の伝統的な三匹獅子舞で、7月中旬に行われる。1979年（昭和54年）3月31日には由来書とともに県無形民俗文化財に指定。
- 丹波山祇園祭（7月15日に近い土日）ささら獅子舞奉納
- お松引き（1月7日）
- 夏祭り丹波（毎年7月最終日曜日）
- 盆踊り花火大会（8月15日）